# Dascyllus aruanus
Dascyllus aruanus és una espècie de peix de la família dels pomacèntrids i de l'ordre dels perciformes que es troba des del Mar Roig i l'Àfrica oriental fins a les Illes de la Línia, les Tuamotu, el sud del Japó i Austràlia (fins a Sydney).
Els mascles poden assolir els 10 cm de longitud total.